# Premiul Academiei Japoneze pentru cel mai bun film într-o limbă străină
Premiul Academiei Japoneze pentru cel mai bun film într-o limbă străină (în japoneză 日本アカデミー賞外国作品賞, transliterat: Nihon akademī-shō gaikoku sakuhin-shō) este acordat anual de Academia Japoneză de Film din 1978.

## Câștigători și nominalizați
Câștigătorii sunt evidențiați cu aldin.

### Anii 1970
- 1978 – Rocky
  - The Fire Within
  - Network
  - Slap Shot
  - Voyage of the Damned

- 1979 – Conversation Piece
  - Close Encounters of the Third Kind
  - The Goodbye Girl
  - Star Wars
  - The Turning Point

### Anii 1980
- 1980 – The Deer Hunter
  - The Tree of Wooden Clogs
  - Big Wednesday
  - The Champ
  - The Travelling Players

- 1981 – Kramer vs. Kramer
  - All That Jazz
  - Apocalypse Now
  - Manhattan
  - Tess

- 1982 – Die Blechtrommel
  - Being There
  - The Elephant Man
  - Ordinary People
  - Les Uns et les Autres

- 1983 – E.T. the Extra-Terrestrial
  - Das Boot
  - Chariots of Fire
  - On Golden Pond
  - Rocky III

- 1984 – An Officer and a Gentleman
  - The Woman Next Door
  - Flashdance
  - Gandhi
  - Sophie's Choice

- 1985 – A fost odată în America
  - Indiana Jones and the Temple of Doom
  - The Natural
  - The Right Stuff
  - Terms of Endearment

- 1986 – Amadeus
  - The Cotton Club
  - The Killing Fields
  - A Passage to India
  - Witness

- 1987 – Back to the Future
  - Aliens
  - A Chorus Line
  - The Color Purple
  - Out of Africa

- 1988 – Platoon
  - Hannah and Her Sisters
  - Stand By Me
  - Top Gun
  - The Untouchables

- 1989 – The Last Emperor
  - Fatal Attraction
  - Full Metal Jacket
  - Moonstruck
  - Wall Street

### Anii 1990
- 1990 – Greu de ucis
  - Black Rain
  - Indiana Jones and the Last Crusade
  - Major League
  - Rain Man

- 1991 – Field of Dreams
  - Die Hard 2
  - Ghost
  - Cinema Paradiso
  - Total Recall

- 1992 – Dances with Wolves
  - Awakenings
  - La Femme Nikita
  - The Silence of the Lambs
  - Terminator 2: Judgment Day

- 1993 – JFK
  - The Lover
  - Basic Instinct
  - The Bodyguard
  - A League of Their Own

- 1994 – Jurassic Park
  - Cliffhanger
  - The Fugitive
  - Heaven & Earth
  - Unforgiven

- 1995 – Schindler's List
  - The Piano
  - Pulp Fiction
  - Speed
  - True Lies

- 1996 – The Shawshank Redemption
  - Apollo 13
  - The Bridges of Madison County
  - Forrest Gump
  - Léon

- 1997 – Il Postino
  - Independence Day
  - Mission: Impossible
  - Se7en
  - 12 Monkeys

- 1998 – Titanic
  - The English Patient
  - Shine
  - Air Force One
  - Seven Years in Tibet

- 1999 – L.A. Confidential
  - Armageddon
  - As Good as It Gets
  - Good Will Hunting
  - Saving Private Ryan

### Anii 2000
- 2000 – The Sixth Sense
  - Elizabeth
  - The Matrix
  - Shakespeare in Love
  - La Vita è bella

- 2001 – Dancer in the Dark
  - Frumusețe americană
  - Gladiator
  - The Green Mile
  - Swiri

- 2002 – Billy Elliot
  - Artificial Intelligence: AI
  - Chocolat
  - Harry Potter and the Philosopher's Stone
  - Postmen in the Mountains

- 2003 – Monster's Ball
  - Gangs of New York
  - Harry Potter and the Chamber of Secrets
  - I Am Sam
  - The Lord of the Rings: The Fellowship of the Ring

- 2004 – The Pianist
  - Chicago
  - The Hours
  - The Lord of the Rings: The Two Towers
  - Yeopgijeogin geunyeo

- 2005 – The Last Samurai
  - The Lord of the Rings: The Return of the King
  - Mystic River
  - Seabiscuit
  - Troy

- 2006 – Million Dollar Baby
  - Cinderella Man
  - Charlie and the Chocolate Factory
  - The Phantom of the Opera
  - Star Wars: Episode III – Revenge of the Sith

- 2007 – Flags of Our Fathers
  - Crash
  - Hotel Rwanda
  - Pirates of the Caribbean: Dead Man's Chest
  - The Da Vinci Code

- 2008 – Letters from Iwo Jima
  - Dreamgirls
  - Babel
  - Hairspray
  - The Bourne Ultimatum

- 2009 – The Dark Knight
  - The Bucket List
  - No Country for Old Men
  - Lust, Caution
  - Red Cliff Part I

### Anii 2010
- 2010 – Gran Torino
  - Slumdog Millionaire
  - Changeling
  - The Wrestler
  - Red Cliff Part II

- 2011 – Avatar
  - Inception
  - Toy Story 3
  - Invictus
  - The Hurt Locker

- 2012 – Discursul regelui
  - Rise of the Planet of the Apes
  - Moneyball
  - The Social Network
  - Black Swan

- 2013 – The Intouchables
  - Argo
  - The Dark Knight Rises
  - The Girl with the Dragon Tattoo
  - Skyfall

- 2014 – Les Misérables
  - 3 Idiots
  - Captain Phillips
  - Django Unchained
  - Gravity

- 2015 – Frozen
  - Interstellar
  - Jersey Boys
  - Fury
  - Godzilla

- 2016 – American Sniper
  - Kingsman: The Secret Service
  - Mad Max: Fury Road
  - Spectre
  - Whiplash

- 2017 – Sully
  - The Martian
  - Zootopia
  - Star Wars: The Force Awakens
  - The Revenant

- 2018 – La La Land
  - Dunkirk
  - Hidden Figures
  - Beauty and the Beast
  - Miss Sloane

- 2019 – Bohemian Rhapsody
  - The Greatest Showman
  - The Shape of Water
  - Three Billboards Outside Ebbing, Missouri
  - Mission: Impossible – Fallout

### Anii 2020
- 2020 – Joker
  - Yesterday
  - Green Book
  - The Mule
  - Once Upon a Time in Hollywood

- 2021 – Parasite
  - Star Wars: The Rise of Skywalker
  - Ford v Ferrari
  - 1917
  - Tenet

- 2022 – No Time to Die
  - Dune
  - Minari
  - Nomadland
  - Tailor

- 2023 – Top Gun: Maverick
  - RRR
  - Avatar: The Way of Water
  - CODA
  - Spider-Man: No Way Home

- 2024 – Mission: Impossible – Dead Reckoning Part One
  - Killers of the Flower Moon
  - Barbie
  - Driving Madeleine
  - Tár